# Pugny-Chatenod
Pugny-Chatenod és un municipi francès situat al departament de la Savoia i a la regió d'Alvèrnia-Roine-Alps. L'any 2007 tenia 845 habitants.

## Demografia

### Població
El 2007 la població de fet de Pugny-Chatenod era de 845 persones. Hi havia 314 famílies de les quals 57 eren unipersonals (28 homes vivint sols i 29 dones vivint soles), 110 parelles sense fills, 110 parelles amb fills i 37 famílies monoparentals amb fills.
La població ha evolucionat segons el següent gràfic:
Habitants censats

### Habitatges
El 2007 hi havia 469 habitatges, 314 eren l'habitatge principal de la família, 143 eren segones residències i 12 estaven desocupats. 367 eren cases i 102 eren apartaments. Dels 314 habitatges principals, 267 estaven ocupats pels seus propietaris, 41 estaven llogats i ocupats pels llogaters i 6 estaven cedits a títol gratuït; 5 tenien una cambra, 12 en tenien dues, 17 en tenien tres, 61 en tenien quatre i 218 en tenien cinc o més. 289 habitatges disposaven pel capbaix d'una plaça de pàrquing. A 109 habitatges hi havia un automòbil i a 197 n'hi havia dos o més.

### Piràmide de població
La piràmide de població per edats i sexe el 2009 era:
| Homes | Edats   | Dones |
| ----- | ------- | ----- |
| 0     | 95 o +  | 0     |
| 0     | 90 a 94 | 0     |
| 0     | 85 a 89 | 0     |
| 4     | 80 a 84 | 4     |
| 16    | 75 a 79 | 8     |
| 20    | 70 a 74 | 20    |
| 8     | 65 a 69 | 20    |
| 8     | 60 a 64 | 16    |
| 32    | 55 a 59 | 28    |
| 44    | 50 a 54 | 36    |
| 56    | 45 a 49 | 52    |
| 44    | 40 a 44 | 40    |
| 0     | 35 a 39 | 16    |
| 12    | 30 a 34 | 12    |
| 24    | 25 a 29 | 4     |
| 24    | 20 a 24 | 20    |
| 28    | 15 a 19 | 56    |
| 28    | 10 a 14 | 12    |
| 12    | 5 a 9   | 12    |
| 8     | 0 a 4   | 4     |

## Economia
El 2007 la població en edat de treballar era de 577 persones, 399 eren actives i 178 eren inactives. De les 399 persones actives 372 estaven ocupades (190 homes i 182 dones) i 27 estaven aturades (14 homes i 13 dones). De les 178 persones inactives 53 estaven jubilades, 50 estaven estudiant i 75 estaven classificades com a «altres inactius».

### Ingressos
El 2009 a Pugny-Chatenod hi havia 333 unitats fiscals que integraven 899,5 persones, la mediana anual d'ingressos fiscals per persona era de 27.457 €.

### Activitats econòmiques
Dels 35 establiments que hi havia el 2007, 6 eren d'empreses de construcció, 3 d'empreses de comerç i reparació d'automòbils, 1 d'una empresa de transport, 3 d'empreses d'hostatgeria i restauració, 2 d'empreses d'informació i comunicació, 3 d'empreses financeres, 4 d'empreses immobiliàries, 7 d'empreses de serveis i 6 d'entitats de l'administració pública.
Dels 8 establiments de servei als particulars que hi havia el 2009, 2 eren paletes, 1 guixaire pintor, 1 fusteria, 1 lampisteria, 2 restaurants i 1 agència immobiliària.
L'any 2000 a Pugny-Chatenod hi havia 8 explotacions agrícoles.

## Equipaments sanitaris i escolars
El 2009 hi havia una escola elemental integrada dins d'un grup escolar amb les comunes properes formant una escola dispersa.

## Poblacions més properes
El següent diagrama mostra les poblacions més properes.